# EN 60601-1-1
Die EN 60601-1-1 mit dem Titel „Medizinische elektrische Geräte – Teil 1-1: Allgemeine Festlegungen für die Sicherheit – Ergänzungsnorm: Festlegungen für die Sicherheit von medizinischen elektrischen Systemen“ war Teil der Normenreihe EN 60601. Diese Ergänzungsnorm galt für die Sicherheit von medizinischen elektrischen Systemen. Es werden Festlegungen für die Sicherheit, die notwendig sind, um den Patienten, den Anwender und die Umgebung zu schützen, beschrieben. Die letzte Ausgabe der Norm basierte auf der ebenfalls ersatzlos zurückgezogenen internationalen Ausgabe IEC 60601-1-1:2000.

## Gültigkeit der DIN EN 60601-1-1
Herausgeber der DIN EN 60601-1-1 ist das Deutsche Institut für Normung. Die DIN EN 60601-1-1:2002-08 ist seit dem 1. August 2002 in Deutschland als Norm gültig, soll aber im Februar 2022 ersatzlos zurückgezogen werden.
- Die Systemnorm wurde in die 3. Ausgabe der Grundnorm EN 60601-1 integriert. Mit Beginn der Gültigkeit der 3. Ausgabe ist diese Norm obsolet.
- Die aktuelle Fassung (8.2002) ist korrespondierend mit der 2. Ausgabe der EN 60601-1 anzuwenden.

Im Rahmen des VDE-Normenwerks ist die Norm in Deutschland als VDE 0750-1-1 klassifiziert, siehe DIN-VDE-Normen Teil 7.

## Gültigkeit der ÖVE/ÖNORM EN 60601-1-1
Herausgeber der ÖNORM ÖVE/ÖNORM EN 60601-1-1 ist Austrian Standards International.  Die ÖVE/ÖNORM EN 60601-1-1:2002-09-01 ist seit dem 1. September 2002 in Österreich als Norm gültig.